# 霍巴隕鐵
霍巴隕鐵（發音為HOE-bah"，也稱為西霍巴）是在納米比亞距離奥乔宗朱帕区的赫鲁特方丹不遠的西霍巴農場的一顆隕石。它未曾被遮蓋，但也因為它巨大的質量，也未曾從墜落的地點移動過。它的質量估計大約是60噸，並且是已知的隕石中最大的一顆（單一的碎片），並且是地球表面上出現的最大自然鐵塊。

## 墜落
估計霍巴隕鐵是在80,000年以前墜落的，他被推斷是在地球大氣層減速至終端速度才墜落至表面的物體，因而保留不變和只造成小的凹陷。這顆隕石不尋常之處是有兩個平坦的表面，可能使它在進入大氣層時有如以扁平的石頭打水漂般的在大氣層中彈跳。

## 發現

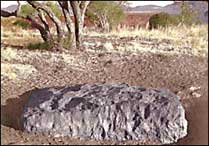
建造階梯環繞前的霍巴隕鐵。

未曾離開撞擊坑的霍巴隕鐵是在偶然的事件中被發現的。這片土地的擁有者說是在以公牛犁田時，正當辛苦的工作著，在它的犁具突然停止前，這名農夫聽到刮到大片金屬的聲音。這塊隕石被挖出後，很快的就由科學家Jacobus Hermanus Brits與以鑑定。他的報告在1920年完成，這份報告可以在納米比亞赫鲁特方丹博物館中見到。

## 記載和組成
霍巴是藥片型的鐵隕石，長寬均為2.7米，高0.9米，在1920年時估計質量是66噸。侵蝕、科學取樣和破壞行為使其質量年年減損，估計目前剩下的質量還有60噸。這顆隕鐵的成分84%是鐵，16%是鎳，還有可以檢測出的鈷，分類為屬於鎳含量豐富的無紋隕鐵；以化學成分分類則屬於IVB鐵隕石。由於風化作用，表面的熔殼有鐵氫氧化物存在。

## 近代的歷史

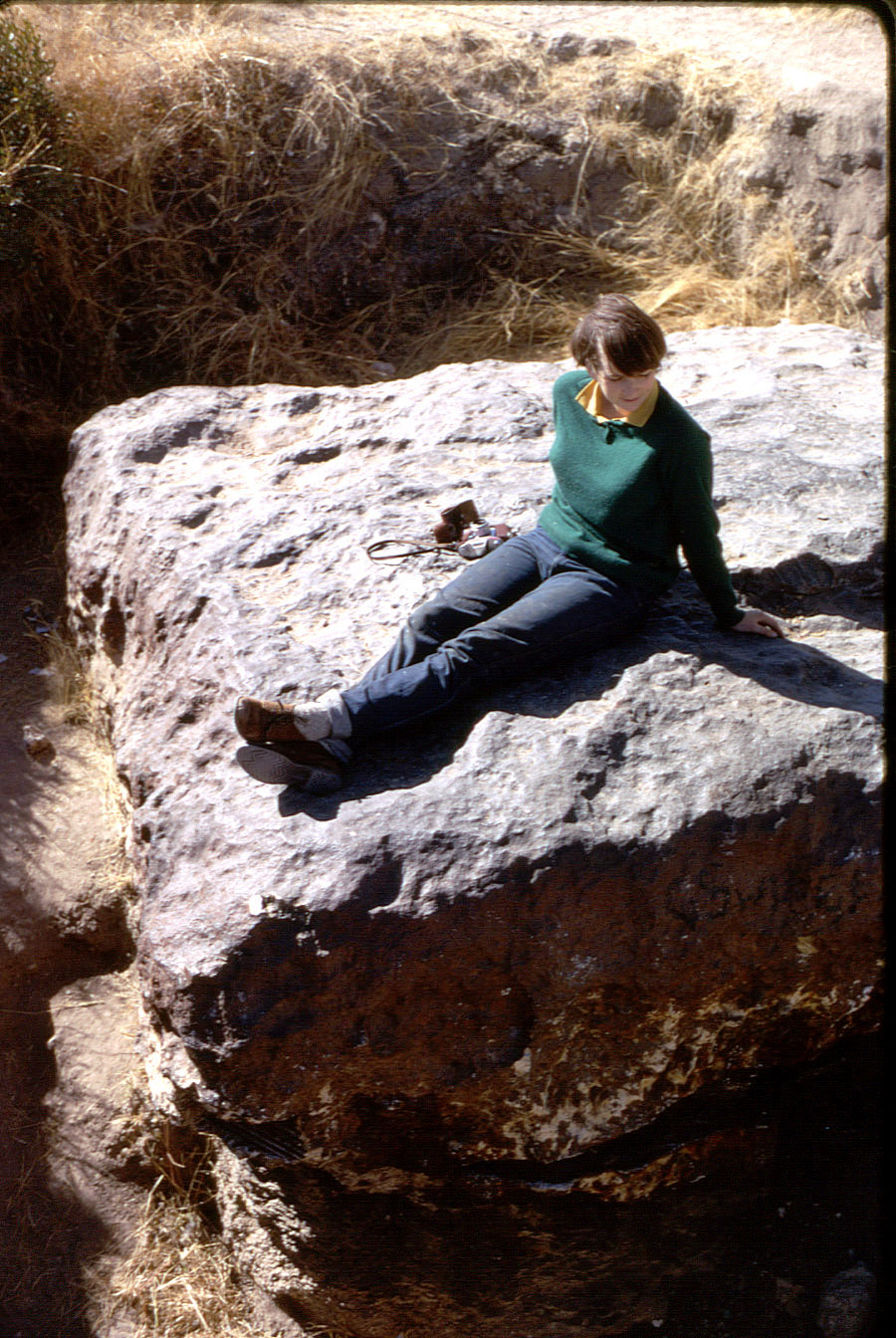
1967年的霍巴隕鐵。

在嘗試控制破壞下，納米比亞政府（然後是西南非洲）在1955年3月15日宣布霍巴隕鐵是國家紀念碑，並同意當時的農場主人謝爾女士為隕鐵的擁有者。
在1985年，羅欣鈾礦有限公司提供資金和資源給納米比亞政府，防止隕鐵受到更多的破壞。在1987年J. Engelbrecht,先生，西霍巴農場的擁有者，將隕鐵和所在的場地捐贈為國有地作為教育之用。在當年末，政府開放這個場地做為遊憩景點。這樣的發展使隕鐵的破壞停止，並且每年吸引成千上萬的遊客前往參觀。

## 註解和參考資料
1. 1 2  .   [2009-10-05]. （原始内容存档于2009-07-29）.
2. ↑  Bennett, Jay. . 國家地理雜誌. No. 259 (大石國際文化): 108.   [2023-06-07]. ISSN 1608-2621. （原始内容存档于2023-06-07）.
3. ↑  Geochimica Et Cosmochimica Acta, Geochemical Society. Pergamon Press, 1967. page 1470 （页面存档备份，存于）

- Universe: The Definitive Visual Dictionary, Robert Dinwiddie, DK Adult Publishing, (2005), pg. 223.

## 外部連結
- Giant Crystal Project on the Hoba meteorite with Virtual Visit